# Anisostena elegantula
Anisostena elegantula es una especie de insecto coleóptero de la familia Chrysomelidae. Fue descrita científicamente por primera vez en 1864 por Baly.